# グレイソン・ブレーメル・シウヴァ・ナシメント
ブレーメル（Bremer）こと、グレイソン・ブレーメル・シウヴァ・ナシメント（Gleison Bremer Silva Nascimento、1997年3月18日 - ）は、ブラジル・バイーア州イタピタンガ出身のサッカー選手。セリエA・ユヴェントス所属。ブラジル代表。ポジションはディフェンダー。
ブレーメルという名前は元ドイツ代表のアンドレアス・ブレーメにちなんで名づけられた。

## 経歴

### クラブ
2017年3月、アトレチコ・ミネイロに38万レアルで移籍した。6月にトップチームにメンバー登録され、25日のシャペコエンセ戦でデビューした。7月11日には契約を2021年まで延長した。
2018年7月10日、トリノFCと5年契約を結んだ。2021-22シーズンの前半戦では、セリエAトップクラスのスタッツを記録し、2022年2月2日に2024年6月30日まで契約を延長した。
2021-22シーズン終了後、インテル・ミラノなどが獲得に興味を示していたが、2022年7月20日、同じトリノのクラブであるユヴェントスFCへの移籍が発表。移籍金は4100万ユーロに加え800万ユーロのボーナスが付帯している。契約期間は2027年までの5年間。背番号はジョルジョ・キエッリーニが着用していた3番。

### 代表
2022年3月29日、ガーナ代表との親善試合でブラジル代表デビューを果たした。
11月7日にはW杯カタール大会に向けたメンバーの1人に選ばれた。

## 代表歴

### 出場大会
- ブラジル代表
  - 2022 FIFAワールドカップ

### 試合数
- 国際Aマッチ 5試合 0得点（2022年-）[12]

| ブラジル代表 | 国際Aマッチ | 国際Aマッチ |
| 年           | 出場        | 得点        |
| ------------ | ----------- | ----------- |
| 2022         | 3           | 0           |
| 2023         | 0           | 0           |
| 2024         | 2           | 0           |
| 通算         | 5           | 0           |

## タイトル

### クラブ
ユヴェントス
- コッパ・イタリア：1回 (2023-24)